# Saint-Setiers
Saint-Setiers este o comună în departamentul Corrèze din centrul Franței. În 2009 avea o populație de 234 de locuitori.

## Evoluția populației
| An        | 1975 | 1982 | 1990 | 1999 | 2006 | 2009 |
| --------- | ---- | ---- | ---- | ---- | ---- | ---- |
| Populație | 298  | 297  | 281  | 245  | 240  | 234  |